# Stelle del Cremlino

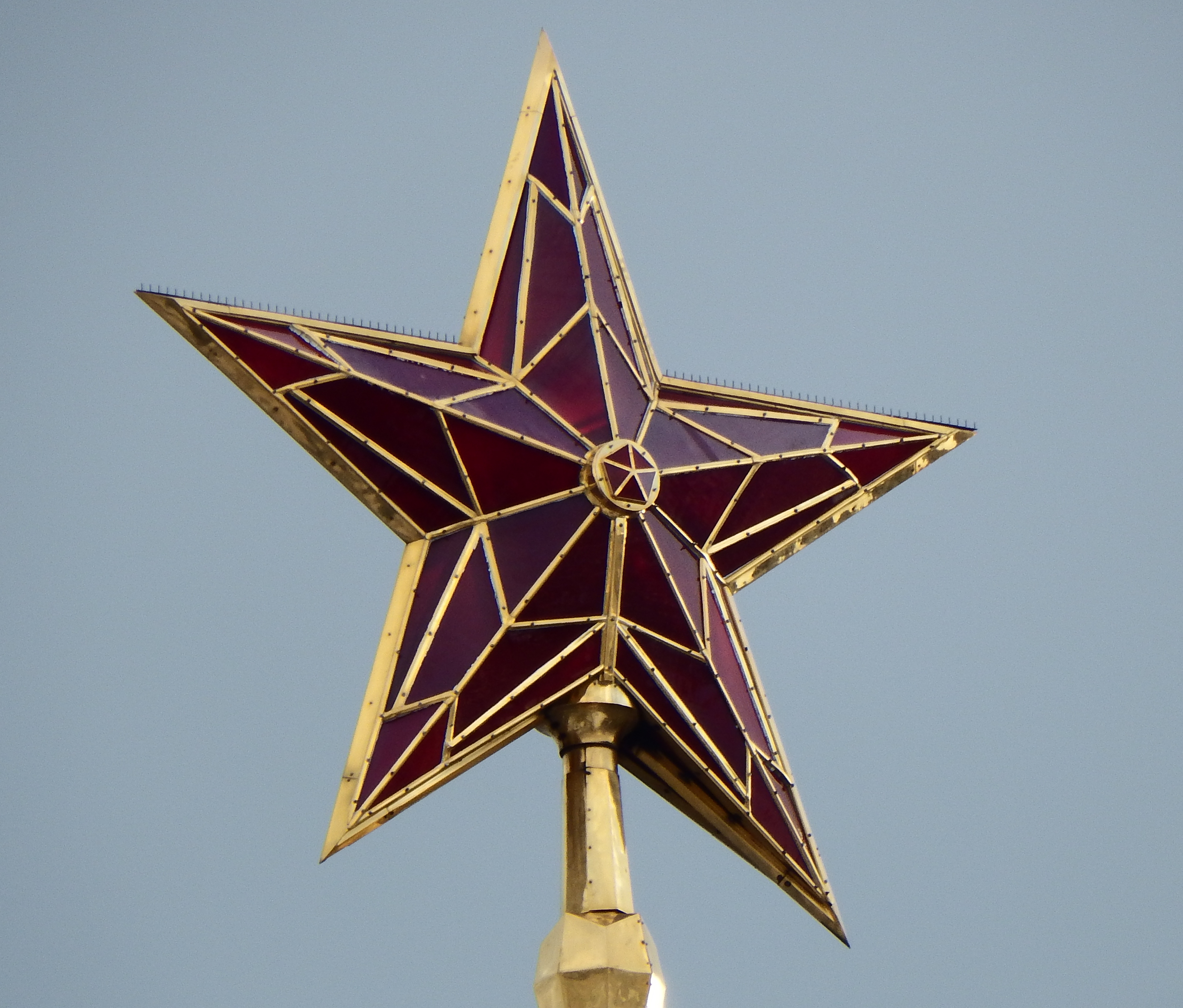
La stella sulla torre Borovickaja, 2016

Le stelle del Cremlino (in russo Кремлёвские звёзды?, Kremlëvskie zvëzdy) rappresentano le guglie delle torri del Cremlino di Mosca dalla forma di stelle a cinque punte e furono installate negli anni trenta al posto delle aquile bicipiti, simbolo dell'Impero russo, sulle cinque torri del Cremlino.
Tra il 1935 e il 1937, le stelle furono installate su solo quattro torri (ad eccezione della Vodovzvodnaja) ed erano incastonate di gemme. Nel 1937 furono sostituite da esemplari in rubino realizzati secondo le bozze dell'artista del popolo dell'URSS Fëdor Fedorovskij.

## Storia

### Stella rossa tra i bolscevichi
Il 7 maggio 1918, il simbolo della "stella di Marte con l'aratro e il martello" fu approvato dal commissario del popolo al lavoro Lev Trockij. I volantini di propaganda dei bolscevichi affermavano: "La stella rossa è la stella della felicità per tutti i poveri, i contadini e gli operai". In origine doveva essere un attributo militare; secondo l'ordine di Trockij, i civili potevano essere minacciati da un tribunale per averlo indossato. Dopo la guerra civile russa, la stella divenne un elemento delle bandiere e degli emblemi dell'Unione Sovietica e delle sue repubbliche. La stella rossa a cinque punte divenne un simbolo dello stato e dell'ideologia ufficiale. Negli stessi anni fu aggiunto un nuovo significato simbolico: le cinque punte avrebbero rappresentato i cinque continenti della Terra che presto si sarebbero uniti sotto la bandiera del comunismo.

### Rimozione delle aquile bicipiti
L'aquila bicipite era il simbolo dell'Impero russo e della breve Repubblica russa, ed era presente sulla sommità delle quattro torri del Cremlino sin dall'inizio del XVII secolo. Circa una volta ogni cento anni, assieme ad un cambiamento nell'immagine dell'emblema dello Stato, venivano cambiate le aquile dorate sulle torri. Al momento del loro smantellamento, la più antica era l'aquila della torre Troickaja (1870), mentre la più recente era quella della Spasskaja (1912).
Non è certo se il materiale di cui erano fatte le aquile fosse il legno o il metallo. Nel 1930, su commissione dell'NKVD, il critico d'arte e restauratore Igor' Grabar condusse una valutazione attenta delle aquile: 
(Igor' Grabar)
Il 20 giugno 1930, Nikolaj Gorbunov, delegato del Consiglio dei commissari del popolo dell'Unione Sovietica, scrisse al segretario del Praesidium del Comitato esecutivo centrale panrusso Avel' Enukidze che: 
(Nikolaj Gorbunov)
Il 31 dicembre 1931, in una riunione della segreteria del Comitato esecutivo centrale dell'URSS, fu deciso di stanziare 95.000 rubli per rimuovere le aquile e sostituirle con gli emblemi dell'Unione Sovietica. L'operazione fu lanciata nell'agosto 1935 e fu supervisionata dall'NKVD assieme al comandante del Cremlino, Pëtr Tkalun. Una volta rimosse, le aquile furono in seguito inviate per la fusione. La loro ultima apparizione in una pellicola sovietica avvenne nel film Il circo del 1936, dove le aquile sono visibili nella scena finale della sfilata degli atleti sulla Piazza Rossa.

### Stelle con gemme

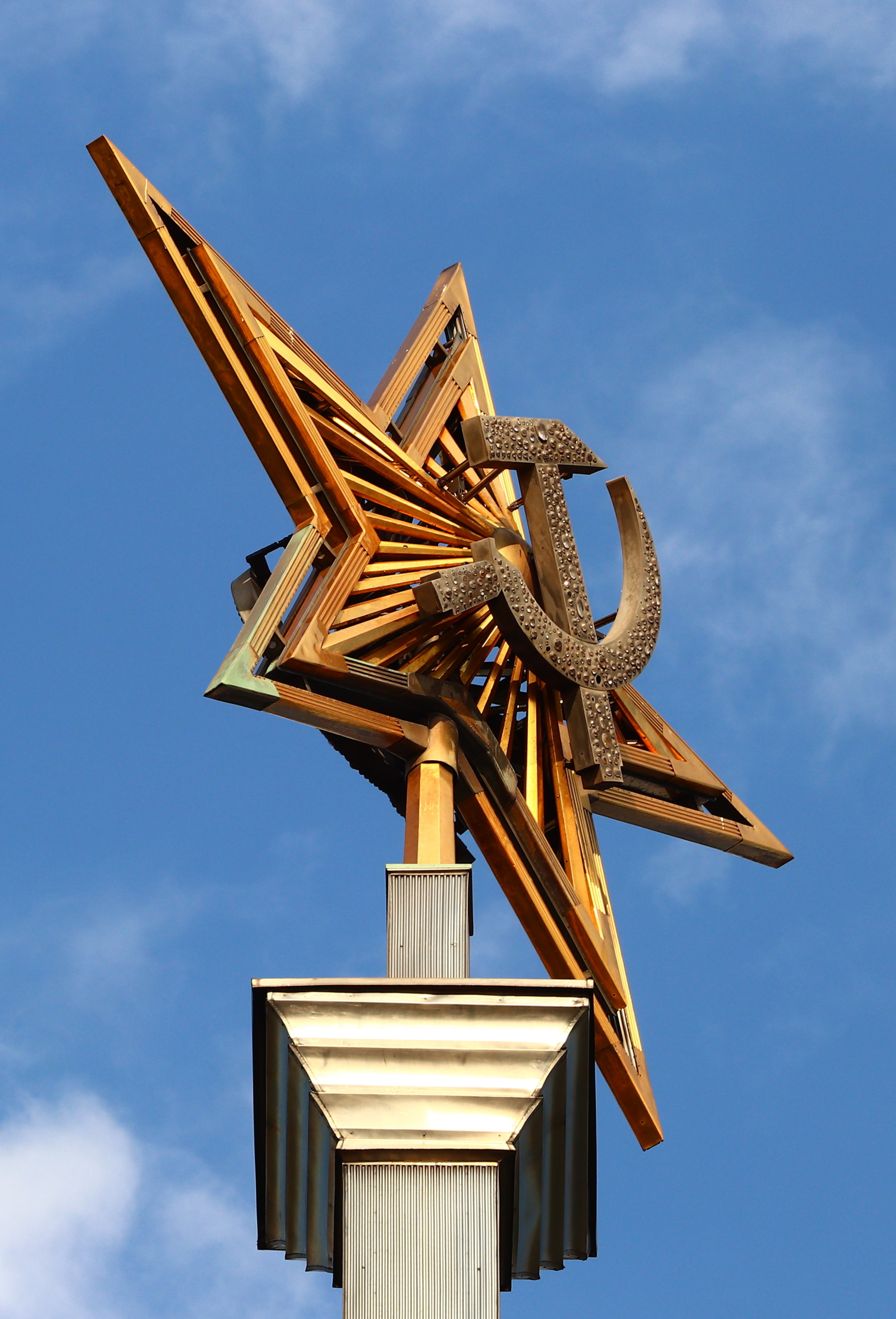
La stella con falce e martello della Stazione fluviale settentrionale della Moscova, precedentemente posta su una delle torri del Cremlino.

La questione di sostituire le aquile zariste con le stelle rosse nacque poco dopo la rivoluzione d'ottobre. Non si sa con certezza a chi appartenesse questa idea: in varie fonti la paternità è data ai commissari Nikolaj Poljanskij e Konstantin Eremeev, così come ad alcuni marinai senza nome di Kronštadt. Tuttavia, nei primi anni del governo sovietico, la sostituzione non era ancora possibile a causa dell'elevato costo.
La decisione di sostituire le aquile con le stelle a cinque punte decorate con falce e martello fu presa nell'agosto 1935, ufficializzata nel novembre successivo e resa nota tramite un comunicato della TASS, la principale agenzia di stampa sovietica: 
Le prime bozze furono realizzate dall'artista Evgenij Lansere. Il leader Iosif Stalin revisionò più volte i bozzetti, fino a quando decise di affidare il lavoro all'artista teatrale Fëdor Fedorovskij, che determinò le forme e le dimensioni dei modelli facendo nuovi schizzi.
Per ogni stella di ciascuna torre fu decisa una decorazione diversa: sulla Spasskaja i raggi divergevano dal centro verso le punte, sulla Troickaja i raggi erano a forma di spighe, sulla stella della torre Borovickaja il contorno era inciso mentre la stella della Nikol'skaja era lasciata senza rifiniture particolari. Anche le distanze tra le punte e il centro erano diverse: 4,5 m sulla Spasskaja e sulla Nikol'skaja, 4 m sulla Troickaja e 3,5 m sulla Borovickaja.
L'Istituto centrale di aeroidrodinamica (CAGI o TsAGI) fu incaricato della progettazione e della produzione delle stelle. I modelli a grandezza naturale, realizzati secondo gli schizzi, erano intarsiati con bigiotterie e imitazioni di pietre preziose ed erano illuminati con 12 faretti. Il lavoro fu approvato, ma fu deciso anche che le stelle, una volta montante, avrebbero dovuto ruotare per poter essere viste frontalmente da qualsiasi angolazione.
Le stelle originali erano di acciaio inossidabile di alta lega e rame rosso con placcature in oro. In primo luogo, fu creata una cornice leggera, sulla quale furono messi i fogli di rame dorato. Lo spessore del rivestimento dorato dei fogli di rame variava dai 18 ai 20 micron. Durante i lavori, il commissario popolare dell'industria pesante Grigorij Ordžonikidze scrisse una lettera a Lazar' Kaganovič: 
Successivamente, Kaganovič comunicò la propria risoluzione a Vjačeslav Molotov, Kliment Vorošilov, Artëm Mikojan e Jan Rudzutak.
Le stelle per le torri Spasskaja e Troickaja furono realizzate nei laboratori della TsAGI, mentre quelle per la Nikol'skaja e la Borovickaja furono realizzate negli impianti avanzati di Mosca con udarniki ("specialisti") sotto la supervisione del capo progettista. Nello stabilimento di Leningrado n. 2 OKS (lavorazione di pietre preziose) furono create le decorazioni della struttura in acciaio e bronzo costituite dallo stemma "falce e martello" con incastonate delle gemme degli Urali, ovvero cristalli di rocca, ametiste, alessandriti, topazi e acquamarine . Ogni gemma fu montata separatamente in una cornice di argento dorato. Per ogni stella vi erano circa 1.300 gemme e per tutti gli emblemi furono necessarie circa 7.000 pietre da 20 a 200 carati. Circa 250 gioiellieri impiegarono circa un mese e mezzo per completare il lavoro.
(Karl Pauker, dipartimento operativo dell'NKVD, 4 novembre 1935.)
Le falce e i martelli intarsiati pesavano circa 240 kg ed erano rinforzati al centro di ogni stella in modo tale da poter resistere ai venti forti delle tempeste. Le stelle erano montate su dei cuscinetti a sfera, che permettevano loro di ruotare e mostrare il lato frontale contro il vento.
Tuttavia, i soffitti fatiscenti delle volte e le loro coperture non potevano reggere per molto tempo il peso delle stelle, di circa una tonnellata, su una superficie di circa 6,3 m². Nel 1935, fu quindi rinforzata la muratura dei piani superiori delle torri e furono creati ulteriori sostegni metallici attorno al perimetro. Il tabernacolo della torre Nikol'skaja era nello stato più deplorevole, ed è stato completamente smantellato e ricostruito. Per sollevare le stelle fino ad un'altezza di 52-77 m, gli specialisti dell'ufficio Stal'prommechanizacija progettarono e costruirono speciali gru da installare direttamente ad alta quota sui piani superiori delle torri attraverso le finestre alla base delle volte.
(Dal rapporto del capo del dipartimento operativo dell'OGPU Karl Pauker a Iosif Stalin e Vjačeslav Molotov del 4 novembre 1935.)
I nuovi simboli del potere statale furono presentati al pubblico il 23 ottobre 1935: le stelle furono esposte al Gor'kij Park sopra dei piedistalli rivestiti di tessuto kumač. Accanto alle stelle dorate che scintillavano sotto la luce dei riflettori, furono messe le aquile rimosse e private dell'oro. L'installazione sulla torre iniziò il giorno successivo e continuò fino al 27 ottobre. La prima stella fu installata sulla torre Spasskaja, poi sulla Troickaja, la Nikol'skaja e infine sulla Borovickaja. Gli installatori lavorarono su ciascuna stella per circa un'ora e mezza, ma il montaggio della stella sulla Troickaja durò circa due ore a causa delle condizioni meteorologiche sfavorevoli.

### Stelle di rubino

#### Progettazione e produzione

Schema di una stella.

Le problematiche delle prime stelle si manifestarono fin dall'inizio: l'aria di Mosca aveva sbiadito le pietre preziose e le stelle, nell'opinione generale, si rivelarono sproporzionatamente grandi e mal-inserite nell'insieme architettonico del Cremlino. Nel maggio del 1937, fu deciso di montare delle nuove stelle di rubino su tutte e cinque le torri, compresa la Vodovzvodnaja.
Udarniki di 20 imprese di metallurgia ferrosa e non ferrosa, industrie metalmeccaniche, elettriche e del vetro, istituti di ricerca e progettazione presero parte alla realizzazione delle nuove stelle. L'artista del popolo Fëdor Fedorovskij ridefinì la forma e il motivo decorativo delle stelle, proponendo il colore rubino del vetro. Su suo suggerimento, le stelle furono ridimensionate in modo che da terra sembrassero uguali, quindi la stella più piccola installata sulla Torre Vodovzvodnaja ha la distanza delle punte dal centro di 3 m, quelle sulla Borovickaja e Troickaja hanno una distanza di 3,2 e 3,5 m, mentre le stelle più grandi sulla Spasskaja e Nikol'skaja hanno una distanza di 3,75 m ciascuna.
La cornice delle stelle è stata realizzata nello stabilimento Elektrostal' vicino a Mosca. Secondo il nuovo progetto, la base della stella doveva essere una voluminosa cornice in acciaio inossidabile di alta qualità e la struttura dei raggi era saldata insieme al centro della stella. Questo tipo di telaio è stato anch'esso progettato per sopportare la pressione di un vento da uragano, inoltre la base poggiava su un tubo in cui erano posizionati dei cuscinetti per la rotazione della stella. Anche il contorno esterno e i motivi delle stelle furono realizzati in rame dorato e zincato. Lo spessore del rivestimento d'oro era di 40 micron; un totale di 11 kg d'oro fu usato per le parti in rame e per risparmiare furono coperte solo i lati esterni.
Il vetro rubino doveva rispettare determinati parametri, come ad esempio l'avere una densità diversa e trasmettere solo i raggi di colore rosso appartenenti ad una certa lunghezza d'onda. Tale vetro avrebbe dovuto essere resistente a fattori esterni come eventi atmosferici, sbalzi di temperatura e radiazioni solari. La progettazione fu assegnato alla fabbrica di vetro Strojsteklo a Kostjantynivka, nella RSS Ucraina. La composizione per il vetro rubino è stata realizzata dallo specialista vetraio Nikanor Kuročkin, che supervisionò anche la cottura e la lavorazione del materiale. Per gli alti risultati ottenuti nel campo della produzione del vetro, Kuročkin ricevette l'Ordine della Bandiera rossa del lavoro nel 1937 e il Premio Stalin nel 1951.
Kuročkin ebbe l'idea di creare delle stelle con doppi vetri: la superficie interna doveva essere in vetro opalino con uno spessore di 2 mm, mentre l'intercapedine d'aria tra il rubino e il vetro doveva essere di 1-2 mm. Ciò era necessario per rendere più diffusa la luce emessa all'interno della stella, poiché senza l'opalino il vetro rubino sarebbe apparso nero durante il giorno.
L'illuminazione brillante e uniforme della superficie delle stelle fu ottenuta da un team di specialisti nel laboratorio di illuminazione dell'istituto elettrotecnico pansovietico sotto la guida del professor Sergej Majzel'. Nello stabilimento di lampade elettriche di Mosca, l'ingegnere capo R. A. Nelender sviluppò delle lampade a incandescenza uniche, la cui potenza era di 3,7 kW (per le stelle delle torri Vodovzvodnaja e Nikol'skaja) e di 5 kW (per le stelle delle torri Spasskaja, Troickaja e Borovickaja). Le lampadine erano realizzate in vetro e molibdeno resistenti alle alte temperature, poiché all'interno erano installati due filamenti a spirale collegati in parallelo che raggiungevano i 2800 °C. Per ottenere una luce uniforme, ogni filo era racchiuso in un rifrattore formato da una figura tridimensionale cava a quindici facce, in modo che quando una spirale si bruciava, veniva inviato un segnale alla centralina di controllo. Gli specialisti della Stal'prommechanizacija crearono inoltre dei dispositivi che permettevano di sostituire le lampade bruciate in 20-30 minuti. All'interno delle stelle era presente un sistema di ventilazione che raffreddava le lampade e puliva l'aria interna dalla polvere. Questo sistema prevedeva una ventola principale e una di riserva, che si accendeva quando la prima si bloccava. Se una era ferma, la seconda era accesa, ma se entrambe erano ferme, la stella si spegneva. Il sistema aveva una capacità di circa 600 m³ di aria ogni ora.

#### Installazione e manutenzione

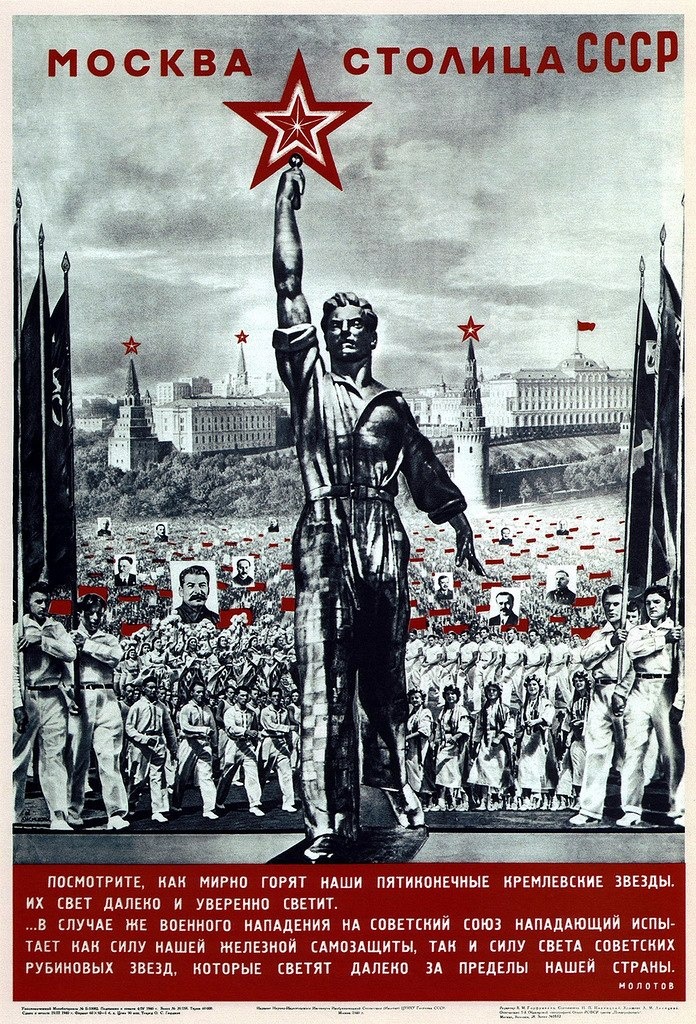
L'immagine della stella del Cremlino sul poster "Mosca - la capitale dell'URSS" del 1940

Distintivo del XXIV Congresso del PCUS del 1971 con la stella rossa su una torre del Cremlino.

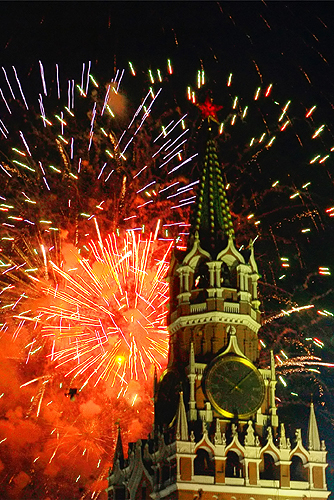
La torre Spasskaja durante le celebrazioni del Giorno della vittoria, 9 maggio 2005.

L'installazione della prima stella fu completata alla fine di settembre 1937, mentre le stelle rimanenti furono installate nell'ottobre successivo. La precedente stella della Torre Spasskaja fu spostata sulla guglia della Stazione fluviale settentrionale della Moscova. Le nuove stelle furono accese il 2 novembre 1937.
Il controllo dell'illuminazione delle stelle veniva effettuato da remoto tramite dei pannelli di controllo individuali situati in ogni torre e collegati ad un pannello centrale nella Troickaja. Le guardie erano in servizio tutto il giorno fino a quando non furono convinte dell'affidabilità del sistema di ventilazione, dopo di che rimasero solo sulla console centrale.
Durante la seconda guerra mondiale, le stelle e l'intero complesso del Cremlino furono coperte per non essere individuabili dal nemico nazista. Tuttavia, Iosif Stalin ordinò l'esposizione delle stelle in occasione di una parata militare del 1941. Nonostante le protezioni, il vetro delle stelle fu danneggiato durante la battaglia di Mosca del 1941-1942.
Il 10 maggio 1945, poco dopo il termine della guerra, le stelle furono scoperte e ripulite. Verso la fine d'agosto dello stesso anno, furono attuate ulteriori riparazioni e pulizie dei vetri: fu necessario ricostruire e ripulire le parti rotte, sbiadite e macchiate, in modo tale da poter ripristinare un'illuminazione interna precedentemente attenuata ed i vetri parzialmente distrutti dalla temperatura delle lampade. Inoltre, i filtri di ventilazione non avevano dei portelli per l'ispezione. Il miglioramento e il restauro delle stelle avvenne in coordinamento con il comandante del Cremlino ed il professore Aleksandr Landa, nominato ingegnere capo. Cinque album di disegni e bozze sono ancora oggi conservati in città. La ricostruzione fu effettuata dal 7 settembre 1945 al 7 febbraio 1946 e prevedeva la creazione di sportelli per l'ispezione in tutte le travi e di nuovi elementi strutturali in acciaio inossidabile prodotti dallo stabilimento Electrostal' vicino a Mosca. Questa volta, le parti in rame della superficie esterna furono dorate su entrambi i lati e lo spessore del rivestimento aumentò fino a 50 micron.
(Irina Davydova, direttrice della filiale di Samara dell'Archivio russo di stato della documentazione tecnica e scientifica.)
La stella della Torre Spasskaja fu realizzata dalla TsAGI e quella della Torre Nikol'skaja nello stabilimento Molotov. Le lastre di vetro laminato furono prodotte nello stabilimento Krasnyj maj di Vyšnij Voločëk. Il primo ordine fu ricevuto dalla fabbrica nel 1944 e la composizione del vetro stratificato fu studiato dagli artigiani per un anno e mezzo. Inizialmente provarono ad unire le lastre bianche e rosse, ma si ruppero subito. Successivamente, cercarono di unire il vetro rosso con uno trasparente e alla fine la soluzione fu una composizione a quattro strati: una lastra rossa, una bianca e due trasparenti. Gli artigiani prendevano in considerazione il coefficiente di espansione di ogni strato e la massa del vetro veniva verificata al milligrammo.
Il restauro del vetro del dopoguerra è stato diretto da Nikolaj Špigov, inventore di una tecnologia a tre strati nella quale, oltre al vetro rubino e all'opalino, era presente anche uno strato di cristallo il cui compito era quello di impedire la rottura del rubino in caso di incrinatura dell'opalino e viceversa. Secondo questa composizione, l'artigiano creò una grande fiasca di rubino che veniva avvolta, mentre era ancora calda, in un cristallo fuso e poi in uno strato di opalino. La forma risultante veniva poi tagliata e raddrizzata in lastre di vetro dalla forma convessa, che resero le stelle più eleganti. Per la vetratura di ogni stella, furono usati circa 100 m³ di vetro.
Le nuove stelle furono accese all'inizio del 1946. Tre decenni dopo, da maggio a novembre 1974, fu attuato un piano globale per il restauro e la ristrutturazione della Piazza Rossa e dei monumenti storici e architettonici del Cremlino, incluse le stelle. Oltre a sostituire il vetro con uno nuovo realizzato con una tecnica aggiornata, i lavoratori testarono i meccanismi e le lampade. I principali lavori di restauro furono completati nel 1977.
Nelle parti superiori delle volte delle torri sono presenti dei speciali boccaporti per controllare le stelle. Gli scalatori vi giungono salendo da una scala a chiocciola all'interno della torre. Lasciando il portello su un'area aperta, salgono sul tetto tramite le scale di metallo e, mentre sono alla guglia, i lavoratori fissano la console, con l'aiuto del quale sollevano la base con strumenti e cavi. La riparazione viene eseguita dallo stesso punto e spesso vengono impiegati un paio di specialisti: si aprono i portelli di ispezione, si pulisce la stella dalla polvere, si eseguono i lavori di saldatura e, se necessario, si cambiano i vetri difettosi. Le stelle vengono ispezionate visivamente due volte al giorno dal basso, mentre le scalate preventive vengono eseguite ogni mese e i lavaggi avvengono una volta ogni cinque anni.
L'illuminazione delle stelle è attiva 24 ore su 24 e, per preservare il colore rubino, le lampade brillano di più durante il giorno. Sono alimentate da un generatore autonomo e non si spengono in casi di black out. Nelle lampade a risparmio energetico di nuova generazione, sulle pareti interne non compaiono depositi di carbonio e le stelle mantengono una luminosità costante.
Oltre alle riparazioni in tempo di guerra e nel dopoguerra, le stelle furono spente a metà degli anni novanta, durante le riprese del film Il barbiere di Siberia su richiesta personale della regista Nikita Michalkov al presidente della Federazione Russa Boris El'cin.
Nel 2015, fu avviata la sostituzione delle lampade a incandescenza con lampade ad alogenuri metallici più efficienti, riducendo il consumo da 5 kW ciascuna a 100 W. La luminosità fu scelta in modo tale da corrispondere esattamente a quelle delle vecchie lampade a incandescenza. Durante l'installazione delle nuove lampade, le stelle furono lavate all'interno, dando così la parvenza di una maggiore luminosità.

## Discussioni e critiche dopo il crollo dell'URSS
Sin dalla dissoluzione dell'Unione Sovietica, ci sono state discussioni sulla sostituzione delle stelle con delle ricostruzioni delle aquile zariste. Nel 2010, dopo il ritrovamento di alcune antiche icone sulle torri Spasskaja e Nikol'skaja, fu presentato un appello al presidente Dmitrij Medvedev per riposizionare l'aquila bicipite sulla sommità della Spasskaja. Nel 2015, durante il restauro di quest'ultima, circolarono voci sulla possibile sostituzione della sua stella con un'aquila. La fazione del Partito Comunista della Federazione Russa fece appello alla Duma di Stato con una richiesta di chiarimento della situazione e ricevette la risposta dal comandante del Cremlino Sergej Chlebnikov:
Durante tutte le discussioni sul tema, i comunisti russi si sono costantemente opposti alla sostituzione delle stelle. Il deputato Sergej Obuchov ritiene che la proposta di sostituire le stelle con le aquile bicipitia due teste sia "antistorica, antistato e antiortodossa": a suo avviso, le stelle del Cremlino:
Tuttavia, la destra populista russa si è sempre mostrata favorevole alla rimozione 
(Vladimir Žirinovskij, leader del Partito Liberal-Democratico di Russia.)
Il Centro panrusso di restauro scientifico dell'arte intitolato a I. E. Grabar si è dimostrato scettico all'idea di sostituire le stelle con le aquile:
Nonostante il fatto che le organizzazioni responsabili non considerino la questione della sostituzione delle stelle con le aquile a due teste, esistono ancora dei sostenitori di tale proposta:
(V. M. Lavrov)

## Stelle rosse in altri Paesi
Molti Stati socialisti hanno aggiunto stelle rosse sulle loro istituzioni pubbliche come simbolo della politica statale e dell'ideologia. Dal 1954 al 1990, una copia esatta delle stelle rosse sovietiche torreggiava sulla Casa centrale del Partito Comunista Bulgaro nella capitale bulgara Sofia. Attualmente, questa stella si trova nel Museo dell'arte socialista. Un'altra stella rossa era stata installata sul palazzo del parlamento di Budapest ma fu successivamente smantellata nel 1990.
Una grande stella rossa, che si illumina di notte, è installata su un traliccio alto oltre 10 metri posto sul tetto della casa del popolo dell'Impruneta (Firenze): realizzata nel 1956, durante i governi Scelba e Tambroni venne rimossa per ordine delle autorità, per poi essere ripristinata negli anni 1970.